# Els Saulons d'en Déu
Els Saulons d'en Déu és una urbanització del municipi de Bigues i Riells del Fai, al Vallès Oriental, però situada a tocar de Sant Feliu de Codines. És accessible des d'aquest poble, des del primer revolt a la dreta que fa la carretera C-59 en entrar al terme municipal codinenc o, per la cara oposada, per la continuació de l'Avinguda del Castell de Montbui.
Limita amb el paratge natural anomenat Els Saulons, un indret que hi ha als peus dels Saulons d'en Déu i a ponent i damunt de la urbanització dels Manantials. Són a la dreta del Xaragall de les Alzines i a l'esquerra del torrent de la Torre. Són al nord de Can Duran i al sud de la Granja de Can Garriga. La Urbanització neix els anys 70 quan va començar la construcció de cases unifamiliars per part de classes mitjanes-altes de Barcelona amb la intenció de crear una urbanització d'estiuejants a tocar de Sant Feliu de Codines. Actualment hi ha censades 596 persones, el 6,6% de la població municipal.